# Paweł Bogusław Orzechowski
Paweł Bogusław Orzechowski herbu Rogala (ur. ok. 1626 – zm. 1694) – chorąży lubelski, działacz kalwiński, poseł na sejmy. 

## Życiorys
Był synem Pawła Orzechowskiego i Zofii z Konar Słupeckiej. Ukończył Gimnazjum Elbląskie (1644), a następnie wyjechał pod opieką Henryka von Schöllena za granicę. Studiował w Lejdzie i we Franeker (1646), a także w kolegium książąt orańskich w Bredzie, gdzie ogłosił Panegirycus in solemnem festivitatem post Bredam expugnatam. W tym samym roku wydał tam również rozprawę De origine ac iure magistratus, dedykowaną biskupowi warmińskiemu Wacławowi Leszczyńskiemu i staroście pilzneńskiemu Jerzemu Słupeckiemu. W 1647 opublikował w Bredzie podręcznik prawa rzymskiego i polskiego pt. Manuale fundamentorum iuris civilis ac Poloni . 
Po powrocie do kraju (1648) brał czynny udział w życiu politycznym. Wziął udział w elekcji Jana Kazimierza . W 1649 walczył w chorągwi generalnej województwa lubelskiego przeciwko Bohdanowi Chmielnickiemu. W lipcu 1650 został wybrany marszałkiem sejmiku lubelskiego (był nim także ponownie w 1678 i 1682 roku), a w 1653 deputatem województwa lubelskiego do komputu wojska. Wielokrotnie obierano go posłem na sejmy (m.in. w latach 1654, 1655, 1666, 1674 i 1676). 
W okresie potopu szwedzkiego współpracował z siłami Karola X Gustawa, urządzał też zajazdy na okoliczne wsie. Od maja 1657 działał na Pogórzu, gdzie miał zniszczyć i spalić Gorlice . W 1668 został deputatem do sądów skarbowych, a w 1669 delegatem na sejmik generalny w Nowym Mieście Korczynie. Uczestniczył w elekcji Michała Korybuta Wiśniowieckiego oraz Jana Sobieskiego.
Był protektorem kalwinów małopolskich (m.in. w 1681 brał udział w komisji wyjaśniającej nieporozumienia między gminą luterańską i kalwińską w Piaskach) oraz seniorem świeckim dystryktu lubelskiego i chełmskiego. Uczestniczył w obradach wielu zjazdów oraz synodów okręgowych i prowincjonalnych. Opiekował się szkołą bełżycką 
W latach 1654–1656 popadł w szereg zatargów z proboszczami w Bełżycach, a w 1688 oskarżono go przed Trybunałem Koronnym w Lublinie o współudział w pozyskaniu 3 osób dla zboru kalwińskiego (ostatecznie został od tego zarzutu uwolniony) . 
Jego żoną była Teodora z Męcińskich. Miał z nią trzech synów: Jana Karola (zm. 1701), Krzysztofa Władysława i Teodora Konstantego, oraz trzy córki: Małgorzatę, Annę (żonę Teodora Suchodolskiego) i Teodorę (żonę Bogusława Bobrownickiego, starosty przedborskiego) . Zmarł w 1694. 